# 정온 (1569년)
정온(鄭蘊, 1569년 ~ 1641년)은 조선 중기의 문신이다. 본관은 초계(草溪). 자는 휘원(輝遠), 호는 동계(桐溪)ㆍ고고자(鼓鼓子). 저서로는 《덕변록(德辨錄)》, 《동계집(桐溪集)》 등이 있다.

## 생애
1569년(선조 2) 경상도 안음현 역동리(지금의 경상남도 거창군 위천면 강천리)에서 출생하였다. 1583년(선조 16) 아버지 정유명의 스승 갈천 임훈은 본래 사람을 알아보는 안목이 있었는데, 어린 정온이 지은 시문을 보고 과거의 급제에 그치지 않고 장차 원대한 공을 이룰 것으로 기대하였다고 한다. 약관에 이르러 조월천과 정한강의 문하에서 두루 유학하였다.
1592년(선조 25) 임진왜란이 일어나자 의병을 일으킨 아버지를 도왔고 1599년(선조 32) 가야산에 가서 정인홍의 제자가 되었다.
1604년(선조 37)에는 도내의 많은 선비들과 함께 5현의 문묘 종사를 청원하는 상소를 가지고 한양으로 올라갔다. 이때 선조가 상소문을 가지고 온 선비들을 대상으로 특별히 정시를 치렀는데, 정온이 2등을 하였다. 1606년(선조 39) 진사시(進士試)에 급제하였고 1607년에는 고을 사람들이 정온을 학행으로 천거하였다.
1610년(광해군 2) 별시 문과에 을과로 급제하였다. 이후 영창대군이 강화부사 정항에 의해서 피살되자, 정항의 처벌과 당시 일어나고 있던 폐모론의 부당함을 주장하는 격렬한 상소를 올렸다. 광해군이 분노하여 이원익과 심희수 등의 반대에도 불구하고 정온을 국문하고 제주도 대정현에 위리안치하였다.
1627년(인조 5) 정묘호란이 일어나자 정온은 곧장 강화도의 행재소로 가서 능양군을 호위하였다. 후금의 군사가 물러간 후, 한성부 우윤과 병조참판에 임명되었다. 정온은 사직을 청하였으나, 인조가 시국이 어지러우니 계속 머물러 직임을 보라며 거부하였다. 1628년 승정원 도승지·예조참판, 1629년 이조참판·사헌부 대사헌에 임명되었는데, 모두 나가지 않았다. 이후 고향에 머무르면서 여러 차례 관직에 제수되었으나 사직하였으며, 상소문을 올려 공신 세력을 견제하기도 했다.
1636년(능양군 14) 사헌부 대사헌에 임명되었는데, 이때 상소를 올려 청나라와의 관계에 대한 척화를 주장하였다. 그해 12월 병자호란(이 일어나자, 남한산성으로 들어가 적들과 맞섰다. 1637년 전세가 불리해지자 최명길 등이 화평 교섭을 진행하였는데, 정온은 이를 매국으로 보고 강력하게 척화를 주장하였다. 그러나 강화도가 함락되자 능양군은 남한산성에서 내려가 항복하기로 결정하였다. 이 소식을 들고 분개한 정온은 칼로 자결을 시도하였으나 뜻을 이루지는 못했다. 끝내 조선 정부가 청나라에 항복하자, 사직하고 고향으로 내려왔다.
1638년(능양군 16) 덕유산의 모리(지금의 경상남도 거창군 북상면 농산리)에 은거하였다. 모리는 인적이 드문 골짜기로, 정온은 이곳에 풀을 엮어 집을 만들고 흙을 쌓아 침상을 만든 뒤 ‘모리구소’(某里鳩巢)라 이름을 붙였다. 또한 산밭을 개간하여 기장과 조를 심어 자급자족하다 1641년에 생을 마감하였다.

## 관련 문화재
- 거창 동계 종택 - 중요민속문화재 제205호
- 거창 모리재 - 경상남도 유형문화재 제307호
- 정온 동계문집 목판 - 경상남도 유형문화재 제321호